# Callambulyx tatarinovii
Callambulyx tatarinovii és una espècie de lepidòpter ditrisi de la família dels esfíngids (Sphingidae) que habita des d'Europa Oriental fins al Japó.

## Descripció

### Imago
Envergadura alar d'entre 57 i 82 mm. Coloració variable, pot presentar tons verds oliva o marrons depenent de l'exemplar. Destaquen les figures geomètriques i del tòrax, més fosques, i les ones i formes de les ales anteriors, també més foques. Ales posteriors rogenques amb marges marrons o verds oliva.

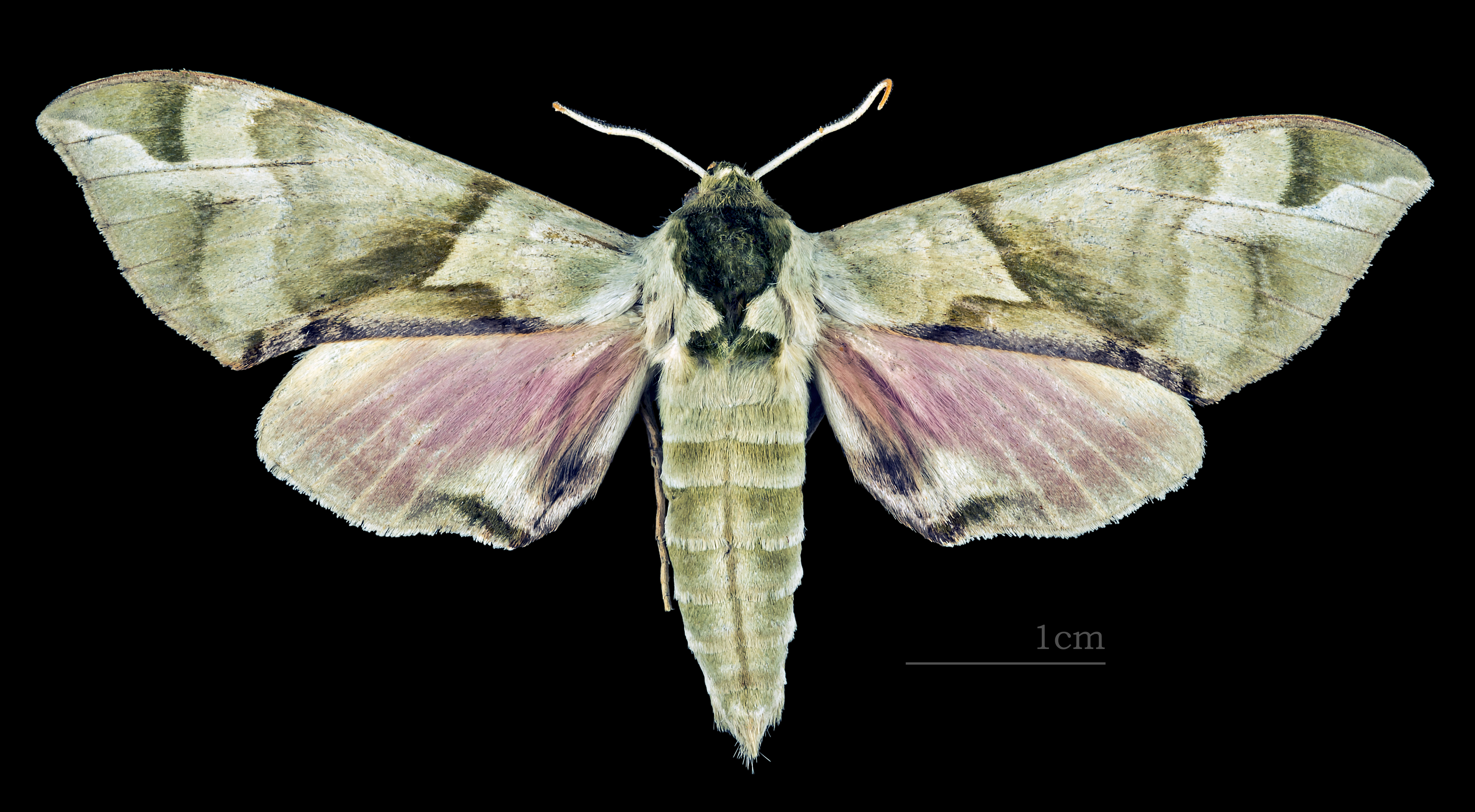
Callambulyx tatarinovii tatarinovii ♂
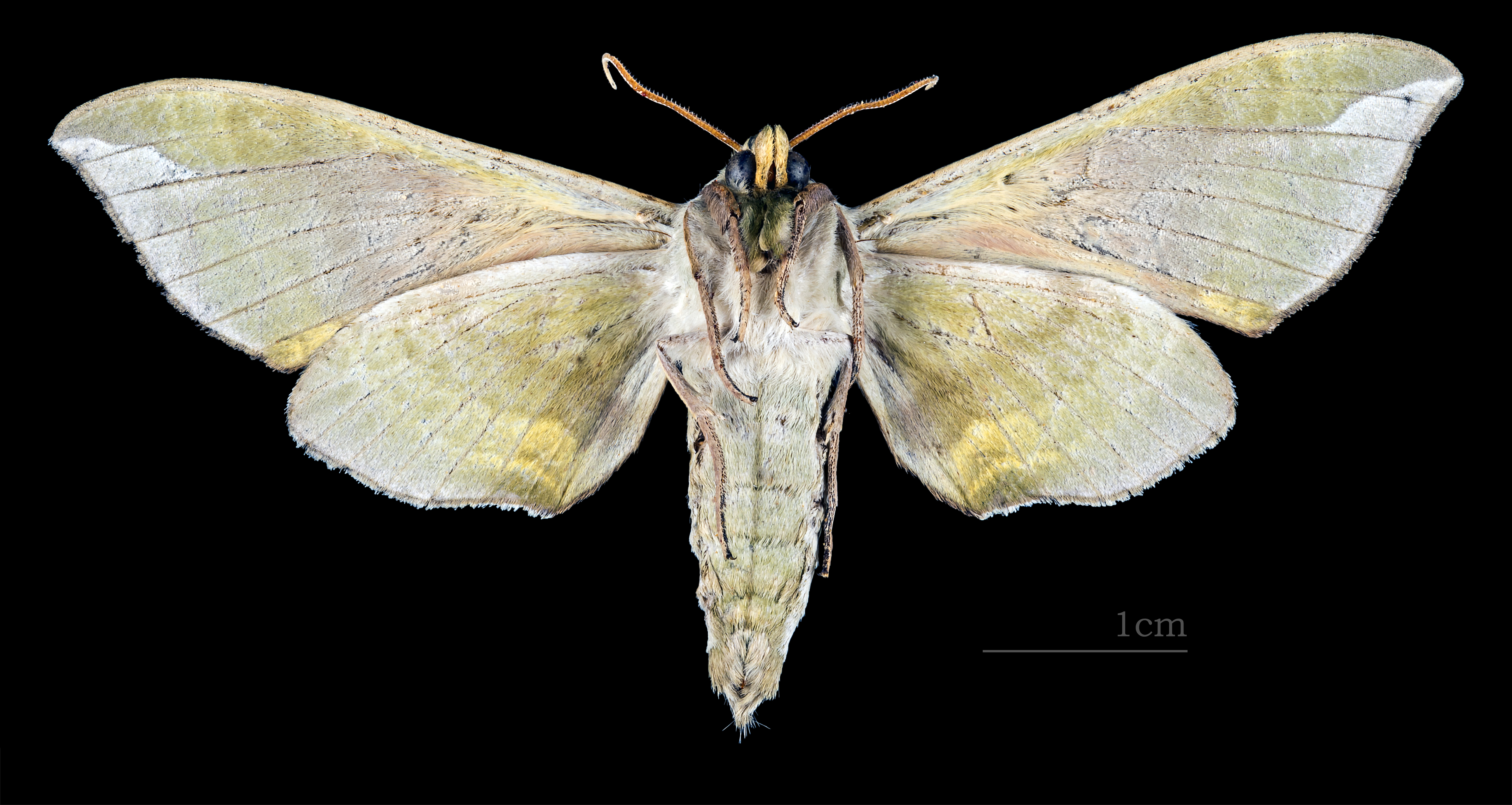
Callambulyx tatarinovii tatarinovii ♂ △
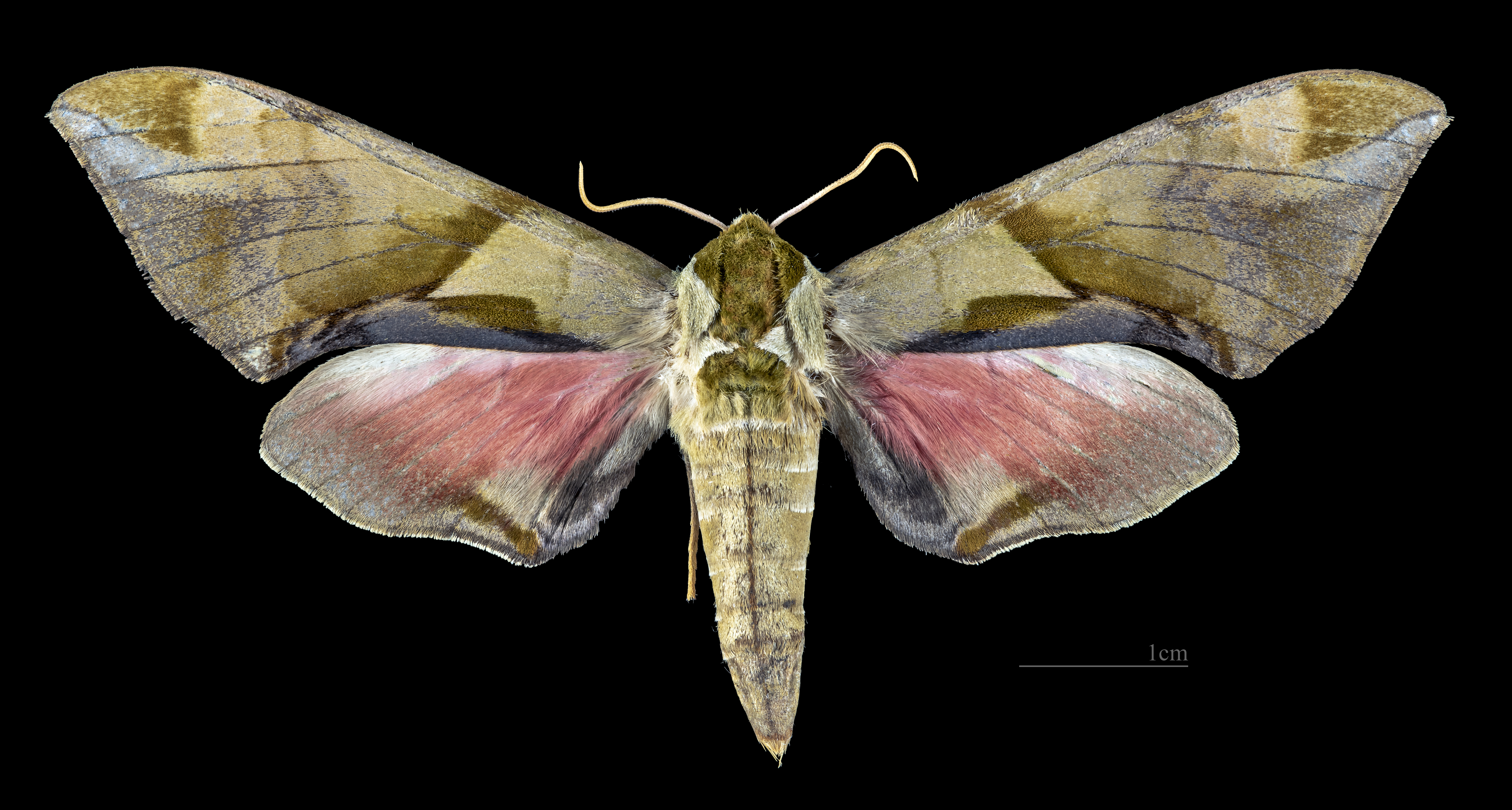
Callambulyx tatarinovii tatarinovii ♀
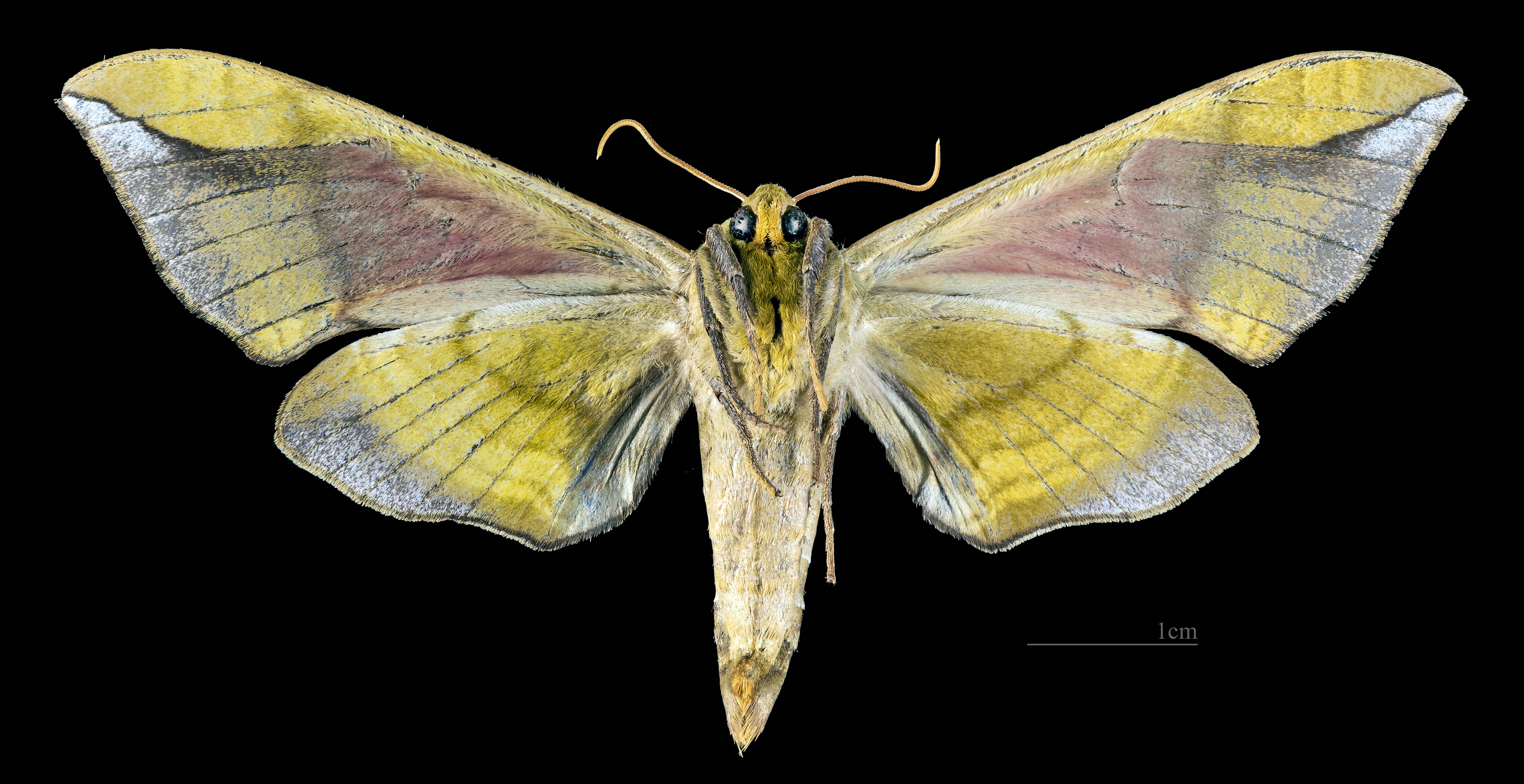
Callambulyx tatarinovii tatarinovii ♀ △

### Eruga
Fins als 80 mm, molt similar a la de Smerinthus ocellata. Cos verd blavós amb línies obliqües blanques i grogues a cada lateral i l'última acabada en una cua violeta recta i llarga. Tota puntejada amb unes rugositats blanques.

## Hàbitat
Variat, freqüentant tant boscos de coníferes com caducifolis, entre d'altres. L'eruga s'alimenta de Zelkova, Ulmus parvifolius, Ulmus pumilus, Euonymus alatus, Salix, Populus, Ulmus davidiana, Zelkova serrata, Tilia amurensis, Euonymus sieboldianus, Ulmus japonica i Ulmus pumilus.

## Període de vol
Normalment una generació entre el juny i l'agost, però a de vegades n'hi ha dues: la primera entre finals de primavera i principis d'estiu i la segona entre finals d'estiu i principis de tardor. Hiberna com a pupa.

## Distribució
Es distribueix pel centr i l'est de la regió paleàrtica: Rússia, nord, centre i est de la Xina (des del Xinjiang i el Tibet fins a la costa), Mongòlia, sud-est de Rússia, Mongòlia, Península de Corea, Japó i Taiwan.